# Octotemnus
Octotemnus es un género de coleóptero de la familia Ciidae.

## Especies
Las especies de este género son:
- Octotemnus aculeatus
- Octotemnus diabolicus
- Octotemnus dilutipes
- Octotemnus glabriculus
- Octotemnus hebridarum
- Octotemnus japonicus
- Octotemnus laevis
- Octotemnus laminifrons
- Octotemnus mandibularis
- Octotemnus michiochujoi
- Octotemnus mindanaonus
- Octotemnus omogensis
- Octotemnus opacus
- Octotemnus palawanus
- Octotemnus parvulus
- Octotemnus pilosoceps
- Octotemnus punctidorsum
- Octotemnus quadridentatus
- Octotemnus robustus
- Octotemnus testaceus
- Octotemnus rugosopunctatus
- Octotemnus walkeri